# Frederik II van Brandenburg

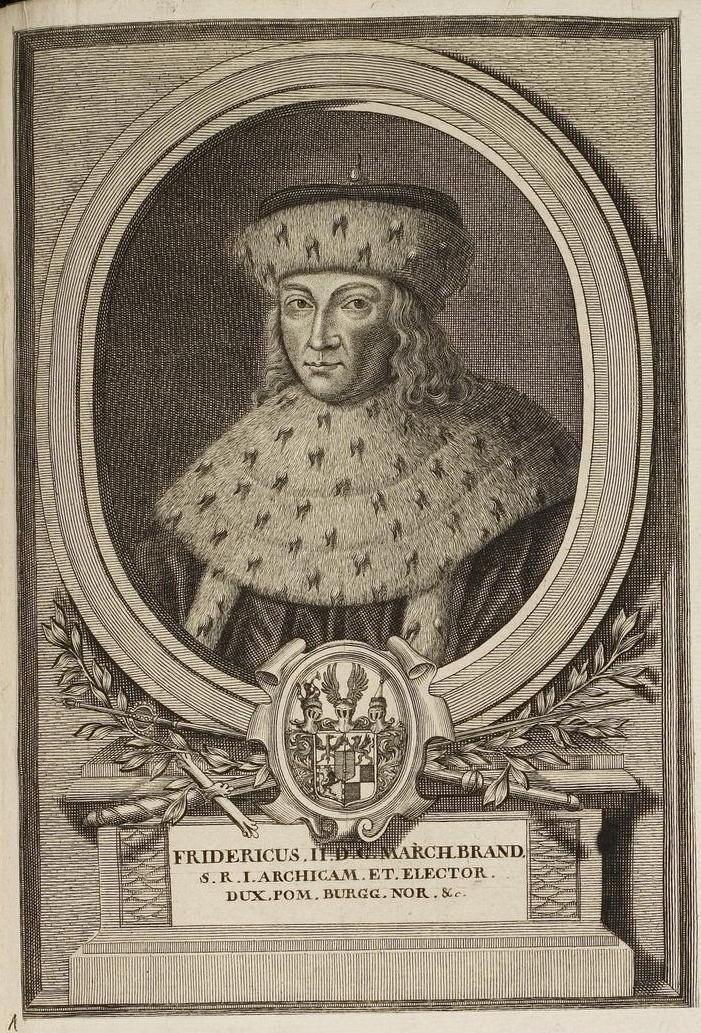
Markgraaf Frederik II, de latere Keurvorst van Brandenburg (16e-17e eeuw).

Frederik II van Brandenburg, uit het huis Hohenzollern, bijgenaamd "der Eiserne" (de IJzeren) of "Eisenzahn" (IJzertand) (Tangermünde, 19 november 1413 - Neustadt an der Aisch, 10 februari 1471), was markgraaf en keurvorst (1440–1470) van Brandenburg.

## Leven

### Afkomst en jeugd
Frederik was de tweede zoon van de latere keurvorst Frederik I van Brandenburg (1371-1440) uit diens huwelijk met Elisabeth van Beieren (1383-1442), dochter van hertog Frederik van Beieren-Landshut.
Hij werd op achtjarige leeftijd verloofd met de Poolse prinses Hedwig Jagiellon (1408-1431) en zou tien jaar lang in Polen worden opgeleid. Hedwig was een dochter van de Poolse koning Wladislaus II Jagiello en was tot 1424 de beoogde Poolse troonopvolger. De plotse dood van zijn bruid leidde tot een zwaarmoedige houding van de jonge Frederik, die hij de rest van zijn leven zou blijven behouden.

### Regering als markgraaf in 1437, keurvorst in 1440
In 1437 nam hij de regering over het markgraafschap over, nadat zijn ouder broer Jan in het kader van een erfdeling van hun vader in dit jaar aan zijn eerstgeboorterecht verzaakte. Frederik volgde drie jaar later zijn vader op als keurvorst van Brandenburg. Tot 1447 regeerde hij tezamen met zijn broer Frederik de Vette, die na een landdeling in dit jaar de Altmark behield.
Op 11 juni 1446 trouwde Frederik in Wittenberg met Catharina van Saksen (1421-1476), dochter van keurvorst Frederik I van Saksen en Catharina van Brunswijk-Lüneburg. De bruiloft was, zoals toen gebruikelijk, vooral van politieke aard en had tot doel de vele vaak met oorlog gepaard gaande conflicten tussen beide keurvorstendommen (Saksen en Brandenburg) bij te leggen. Het was geen gelukkig huwelijk en markgraaf Frederik werd gezegd talrijke affaires te hebben gehad. Uit dit huwelijk kwamen drie kinderen voor: Dorothea, Margaretha en Jan. Erasmus wordt tegenwoordig door historici als een buitenechtelijke zoon beschouwd. Beide zonen zouden de volwassen leeftijd nooit bereiken.
Frederik trok zich bewust terug uit de Rijkspolitiek en sloeg de hem aangeboden koningskronen van Polen en Bohemen af, zodat hij zijn aandacht volledig op de versterking van zijn macht in de keurlanden kon richten. Zo beperkte hij de zelfstandigheid van Berlijn-Cölln (Berlijnse Verontwaardiging) en zorgde voor het verbreken van de stedenbonden in de mark Brandenburg. Hij dankte zijn bijnaam aan zijn standvastige en doortastende optreden tegenover de staten om zijn autoritaire en onafhankelijke beleid als vorst er door te krijgen. In 1440 richtte hij de Orde van de Zwaan op, om aan de morele en godsdienstige opvoeding van de Jonkers, die in zijn gebieden vetes uitvochten en roverijen pleegden, te werken en ze aan het vorstenhuis te binden.
In 1451 werd het keurvorstelijk slot voltooid en met een sterk garnizoen uitgerust. In 1443 had Frederik de Zwing-Cölln laten oprichten, om het verkeer over de lange brug tussen Berlijn en Cölln te kunnen controleren. In erfverdragen met Mecklenburg, Saksen en Hessen verzekerde hij de keurlanden tegen buitenlandse inmenging. In 1454 kocht hij voor 40.000 gulden de Neumark van de Duitse Orde en verwierf de heerlijkheden Cottbus en Peitz, waardoor Brandenburg in de richting van Silezië kon uitbreiden. Een ander succes tijdens zijn regering was de pauselijke erkenning van zijn soevereiniteit over de bisdommen Brandenburg en Havelberg met de daarbij horende investituur van de bisschoppen.
Hij liet in 1465 de Dom van Berlijn optrekken en stichtte met de aanstelling van vijf Singeknaben het Berlijnse Domkoor, de oudste muzikale instelling van de stad.
Met de dood van Otto III van Pommeren in 1464 brak de Stettiner Successieoorlog uit. Frederik wou het Pommerse deelhertogdom Pommeren-Stettin als onbezet leen inlijven en aan zich brengen. Hij vond echter de hertogen van de overgebleven Wolgaster-lijn van het huis Greifen, Erik II en Wartislaw X, tegenover zich, die Pommeren-Stettin wegens het samenvallen van het huis Greifen met het hertogdom Pommeren zich als rechtmatige heersers zagen.
Friedrich overhandigde in 1470 na de succesloze strijd tegen de hertogen van Pommeren, waarbij hij het bezette Uckermark slechts gedeeltelijk kon heroveren, de heerschappij aan zijn broer Albrecht Achilles en trok zich op de Plassenburg terug. Hij overleed op 10 februari 1471 in Neustadt an der Aisch en werd in de kerk van de abdij van Heilsbronn begraven.

## Nakomelingen
Frederik II trouwde op 11 juni 1441 te Wittenberg met Catharina van Saksen, dochter van keurvorst Frederik I van Saksen, en had bij haar de volgende kinderen, waarbij het vaderschap van het jongste kind meer dan twijfelachtig is:
- Dorothea van Brandenburg (1446-1519)

∞ 1464 hertog Johan IV van Saksen-Lauenburg (1439-1507)
- Margaretha van Brandenburg (1449/1450-1489)

∞ 1477 hertog Bogislaw X van Pommeren (1454-1523)
- Jan (ca. 1452-1454)
- Erasmus (ca. 1453-1465)

## Gedenkteken

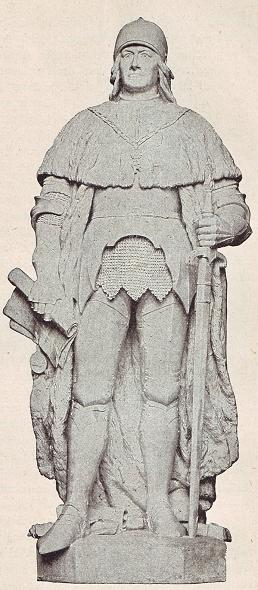
Gedenkteken door Alexander Calandrelli in de Siegesallee (1898).

Voor de Berlijnse Siegesallee maakte de beeldhouwer Alexander Calandrelli de gedenktekengroep 16 met een standbeeld van Frederiks II in het midden, geflankeerd door de zijfiguren (busten) van de kanselier en latere bisschop van Lebus Frederik III Sesselmann en de Berlijnse burgemeester Wilke Blankenfelde.
De onthulling van de beeldengroep vond op 22 december 1898 plaats. Frederik is als de bedwinger van de stedelijke weerstand voorgesteld. In zijn vuist houdt hij een oorkonde, die de onderwerping van de dubbelstad Berlijn-Cölln, nadat de Berlijnse Verontwaardiging was neergeslagen, symboliseert. Pijlen en gescheurde oorkonden op de grond zouden naar de door IJzertand gebroken macht van de Brandenburgersteden verwijzen. De keurvorstenmantel met brede hermelijnen kraag benadrukt zijn onbuigzame kracht en waardigheid. Rond zijn nek hangt de ketting van de Orde van de Zwaan.
Voor het uiterlijk van Frederik II baseerde Calandrelli zich op het monument voor Frederik I, dat hij in 1894 voor de stad Friesack had gemaakt. Daarbij beriep hij zich op de familiegelijkenis tussen vader en zoon.
De spoorweg in Berlijn werd in 1892 naar Frederik vernoemd.

## Titel
In 1465 droeg hij de volgende titel:
Wij Frederik bij Gratie Gods markgraaf van Brandenburg, Keurvorste, van het Heilige Roomse Rijk Aartskamerheer en van Stettin, Pommeren, Wenden en Kasjoeben hertog en burggraaf van Neurenberg (Wir Friederich von Gotes Gnaden Marggrave zu Brandenburg, Kurfürste, des heiligen Römischen Reiches Ertz-Cammerer und zu Stettin, Pommern Wenden und Cassuben Hertzoge unde Burggrave zu Nüremberg).

## Voorouders
| Frederik II van Brandenburg             | Frederik II van Brandenburg                                                | Frederik II van Brandenburg                                                | Frederik II van Brandenburg                                                | Frederik II van Brandenburg                                                | Frederik II van Brandenburg                                                | Frederik II van Brandenburg                                                | Frederik II van Brandenburg                                                | Frederik II van Brandenburg                                                |
| --------------------------------------- | -------------------------------------------------------------------------- | -------------------------------------------------------------------------- | -------------------------------------------------------------------------- | -------------------------------------------------------------------------- | -------------------------------------------------------------------------- | -------------------------------------------------------------------------- | -------------------------------------------------------------------------- | -------------------------------------------------------------------------- |
| Overgrootouders                         | Johan II van Neurenberg (1309–1357) ∞ Elisabeth van Henneberg (-1377)      | Johan II van Neurenberg (1309–1357) ∞ Elisabeth van Henneberg (-1377)      | Frederik II van Meißen (1310-1349) ∞ Mathilde van Beieren (1313-1346)      | Frederik II van Meißen (1310-1349) ∞ Mathilde van Beieren (1313-1346)      | Stefanus II van Beieren (1319–1375) ∞ Elisabeth van Sicilië (1310-1349)    | Stefanus II van Beieren (1319–1375) ∞ Elisabeth van Sicilië (1310-1349)    | Bernabò Visconti (1319-1385) ∞ Beatrice della Scala (-1384)                | Bernabò Visconti (1319-1385) ∞ Beatrice della Scala (-1384)                |
| Grootouders                             | Frederik V van Neurenberg (1333–1398) ∞ Elisabeth van Meissen (1329-1375)  | Frederik V van Neurenberg (1333–1398) ∞ Elisabeth van Meissen (1329-1375)  | Frederik V van Neurenberg (1333–1398) ∞ Elisabeth van Meissen (1329-1375)  | Frederik V van Neurenberg (1333–1398) ∞ Elisabeth van Meissen (1329-1375)  | Frederik van Beieren (1339-1393) ∞ Maddalena Visconti (1366-1404)          | Frederik van Beieren (1339-1393) ∞ Maddalena Visconti (1366-1404)          | Frederik van Beieren (1339-1393) ∞ Maddalena Visconti (1366-1404)          | Frederik van Beieren (1339-1393) ∞ Maddalena Visconti (1366-1404)          |
| Ouders                                  | Frederik I van Brandenburg (1371–1440) ∞ Elisabeth van Beieren (1383-1442) | Frederik I van Brandenburg (1371–1440) ∞ Elisabeth van Beieren (1383-1442) | Frederik I van Brandenburg (1371–1440) ∞ Elisabeth van Beieren (1383-1442) | Frederik I van Brandenburg (1371–1440) ∞ Elisabeth van Beieren (1383-1442) | Frederik I van Brandenburg (1371–1440) ∞ Elisabeth van Beieren (1383-1442) | Frederik I van Brandenburg (1371–1440) ∞ Elisabeth van Beieren (1383-1442) | Frederik I van Brandenburg (1371–1440) ∞ Elisabeth van Beieren (1383-1442) | Frederik I van Brandenburg (1371–1440) ∞ Elisabeth van Beieren (1383-1442) |
| Frederik II van Brandenburg (1413-1471) |                                                                            |                                                                            |                                                                            |                                                                            |                                                                            |                                                                            |                                                                            |                                                                            |